# 秦良玉
秦良玉（1574年1月24日—1648年7月11日），字貞素，四川重慶府忠州（今重慶忠縣）人，明代女将，唯一被二十四史載入將相列傳的女性。

## 家世
家系忠州秦氏，自今湖北麻城孝感乡迁入，此支始祖秦安司，偕妻黄氏，子国龙、国宝，并偕冉、江、何、杨、廖、李诸姓一同入蜀，于黔江邵庆路彭水后山长滩坝厥居，又于明初得袭万户侯职，辖九溪十八土司。秦良玉为秦安司九世孙。

## 生平

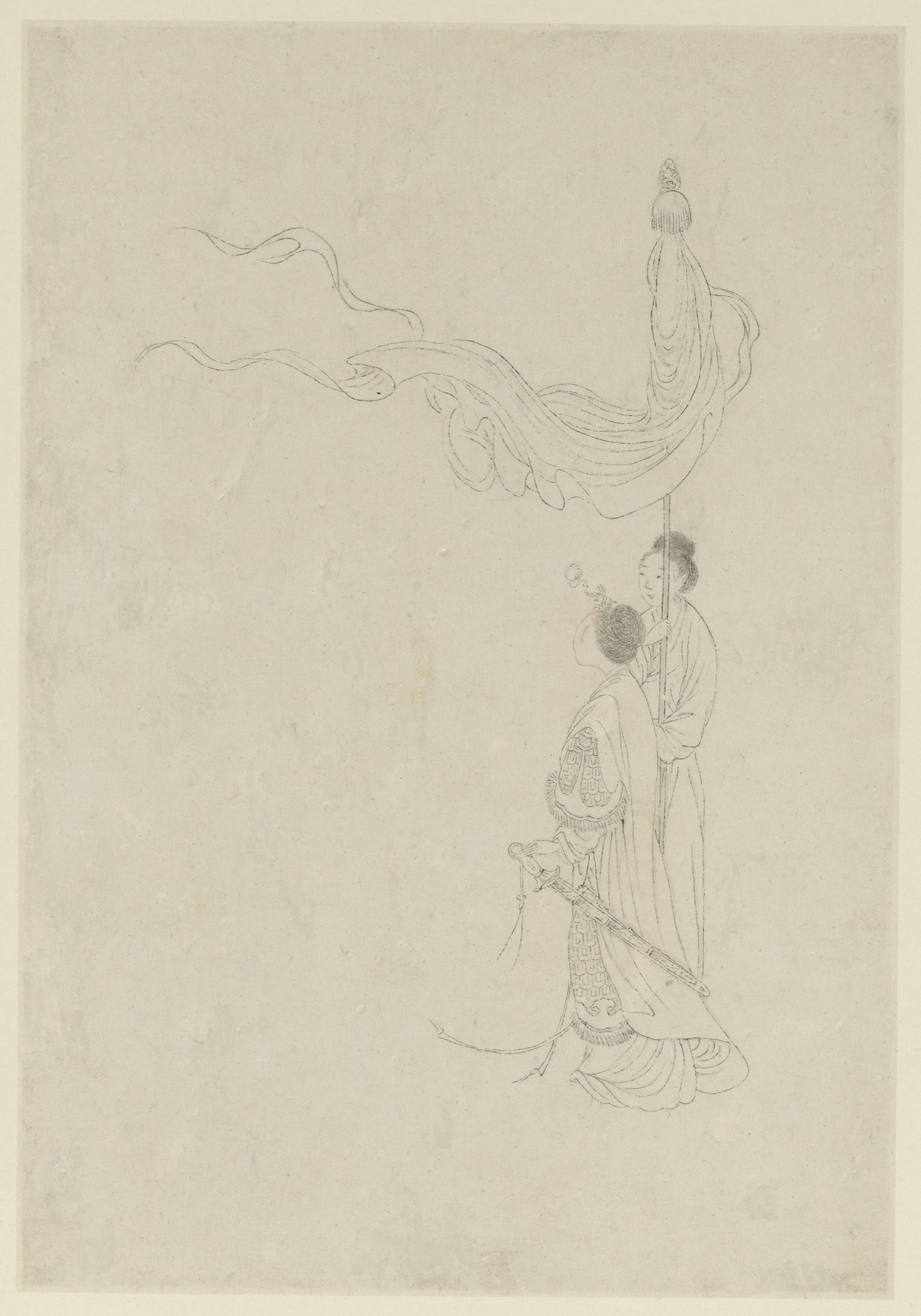
石砫請纓，清改琦繪

萬曆二年正月初二日（1574年1月24日）申時，秦良玉生于忠州之鳴玉溪。父秦葵是貢生出身，好讀書，尤長於兵法。三個子女中他最喜歡秦良玉。當萬曆時，盜賊蜂起。秦葵對二個兒子曰：「天下將有事矣，你們能執干戈以衛社稷者，才能算得上是我的兒子。」又對秦良玉說：「汝雖弱女子，也應該習兵法，不要當流寇的魚肉。」秦良玉欣然與兄秦邦屏，弟秦民屏，同習騎射擊刺之術。秦葵又授以韜略，秦良玉尤精其法。葵曾經對子女說：「可惜良玉不是個男子，你們兄弟都比不上她。」玉曰：「使兒得掌兵柄，夫人城、娘子軍不足道也。」秦葵益奇之，來提親的人皆沒有輕易答應。石砫土司夫人覃氏代理土司之位，她的兒子马千乘慕其名，万历二十三年（1595年）向秦家提親，秦葵答應了。
二十二歲的秦良玉，嫁給石柱土司馬千乘為妻，農隙與丈夫一起訓練土兵，其精銳在各部中為冠，因為其土兵部隊的兵器是尾部帶有鉤環，其余不做裝飾的白木長矛，故被稱為“石柱白桿兵”（《石柱廳志·秦良玉傳》）。石柱白桿兵後來馳名海內。
萬曆二十七年（公元1599年），二十五歲的秦良玉就跟隨丈夫馬千乘參與對四川播州土司楊應龍的征討（播州之役和李如松平蒙古人哱拜的寧夏之役、李如松抗擊日本豐臣秀吉的朝鮮之役並稱所謂“萬歷三大征”）。當時馬千乘領軍三千，秦良玉以“土司馬千乘妻秦氏”的身份，直接統屬五百兵帶糧草相隨，连破金筑等七寨，生擒叛將楊朝棟，平定播州之亂，獲得“南川路戰功第一”的戰績，主持播州之役的湖廣川貴軍務總督李化龍為秦良玉“特地打造銀牌一面，上書‘女中丈夫’四字”，以表彰其殊勳。此後馬千乘因開礦事務冒犯京都太監丘乘雲，被卷入訴訟，死於大獄（《石柱廳志·秦良玉傳》），秦良玉繼承了丈夫的職位——石柱宣撫使，成為了當地的女土司。
萬曆四十七年（1620年），後金侵犯遼東，秦良玉奉朝廷徵調，帶兄邦屏、弟民屏、兒馬祥麟以精兵三千馳援遼東，秦邦屏於渾河之戰中战死。兵部尚書张鹤鸣评此战：“浑河血战，首功数千，实石砫、酉阳二土司功。”泰昌元年至天啟元年三品服，天啟元年二品服、誥命夫人，天啟二年署都督僉事、石砫司總兵官”。
天启三年（1623年），奢安之亂末，平定全川。天启四年（1624年），弟秦民屏慘遭安邦彥追擊而亡。
崇祯三年（1630年），后金军入塞，入北京德胜门，秦良玉自蜀中入援京师。崇祯七年（1634年） 张献忠入川，秦良玉与子马祥麟前后夹击，於夔州（奉节）敗之，张献忠退走湖广。崇祯十三年（1640年），在巫山和夔州重创罗汝才军。崇禎時，以功加太子太保，封忠貞侯。。
崇祯十七年（1644年）春，張献忠進攻夔州。秦良玉率軍驰援，慘遭張献忠擊敗。張献忠佔據四川後，秦良玉又急又氣卻又無能為力，只能禁止屬下跟隨張獻忠。
隆武二年（1646年），福州的隆武帝派使節到石柱，加封秦良玉「太子太保忠貞侯」爵，賜「太子太保總鎮關防」印，征秦良玉所部兵馬抗清。年過古稀的秦良玉毅然接受隆武政權的封號，舉起了「復明抗清」的旗幟。將啟行時，福州失陷，隆武政權滅亡。
永曆二年五月二十一日（1648年7月11日），在大都督府玉音楼去世，葬於石砫东龙河北岸的回龙山（今石柱县大河乡鸭桩村）享年75岁，谥号忠贞。有子馬祥麟。

## 延伸阅读
[在维基数据编辑]
 《明史卷二百七十》，出自《明史》
 在维基共享资源阅览影像